# Всеросійський футбольний союз
Всеросійський футбольний союз (ВФС) — національна футбольна організація Російської Імперії.

## Історія
Починаючи з 1910 року в російському футбольному співтоваристві висувалися ідеї створення єдиної керівної футбольної організації, зокрема існувала пропозиція Санкт-Петербурзької футбольної ліги, адресованої представникам Московської футбольної ліги, про створення союзу. Участь збірної Росії в офіційних міжнародних змаганнях могло здійснюватися тільки після появи національної футбольної організації і вступу її в ФІФА.
Перед Олімпійськими іграми в Стокгольмі, до початку 1912 був сформований тимчасовий комітет для створення ВФС, в який увійшли:
- від Москви — К. Г. Бертрам і Р. Ф. Фульда;
- від Петербурга — А. Д. Макферсон, Г. В. Гартлі, А. Ф. Пірсон і Г. А. Дюперрон;
- від Севастополя — С. П. Нестеров[1].

Установчі збори Всеросійського футбольного союзу відбулося 6 (19) січня 1912 року в Санкт-Петербурзі в ресторані «Відень» на розі Малої Морський і Гороховій вулиць.
За підсумками зборів головою Всеросійського футбольного союзу було обрано А. Д. Макферсона, товаришами голови Р. Ф. Фульда і Г. В. Гартлі, секретарями Г. А. Дюперрон і К. Г. Бертрам, скарбником Шінц (Петербург), членами правління Е. Р. Бейнс (Москва), А. Ф. Пірсон і А. Н. Шульц, кандидатами в члени правління — К. П. Бутусов (Петербург) і Патрон (Одеса). Як статуту для російських футбольних товариств були прийняті статути Петровського гуртка любителів спорту і Сокольницького клубу спорту, на основі зазначеного статуту офіційно затверджені близько п'ятнадцяти російських клубів, в ВФС прийнята Петербурзька студентська футбольна ліга. Для ВФС офіційними були прийняті правила ФІФА.
У тому ж 1912 році Всеросійський футбольний союз прийнятий у ФІФА. На той момент членами ВФС були футбольні ліги Петербурга, Москви, Одеси, Риги, Севастополя, Києва та Лодзі. До складу ВФС входили 52 організації.До складу ВФС входили 52 організації.